# Mars Descent Imager

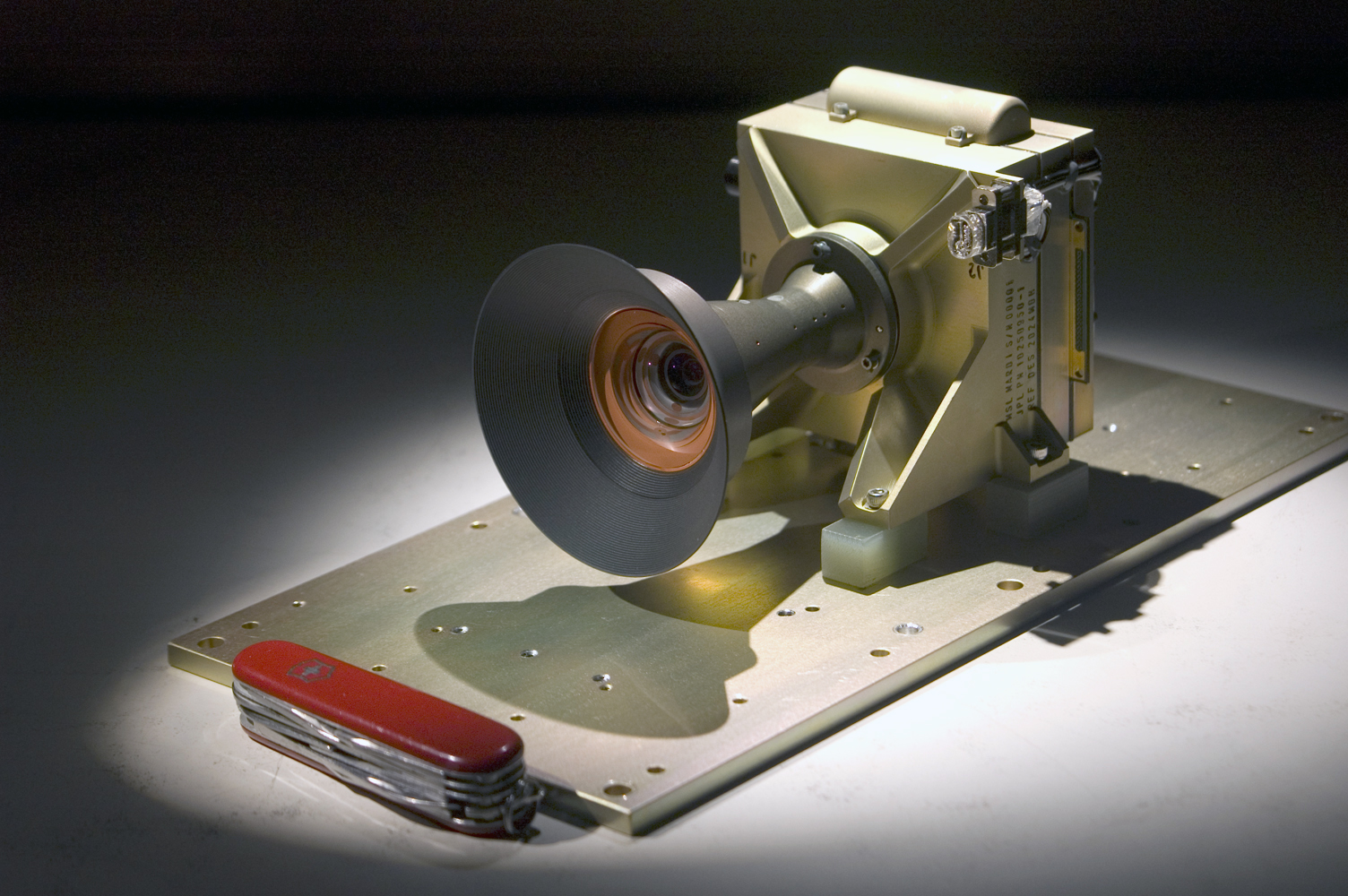
Mars Descent Imager (MARDI)

La Mars Descent Imager (MARDI) es una cámara de color de enfoque fijo montada sobre el cuerpo del lado delantero del Curiosity.
La cámara se puso a funcionar durante el descenso para determinar la ubicación de escombros sueltos, cantos rodados, acantilados y otras características del terreno para un aterrizaje seguro.